# БОПП-плёнка
БОПП-плёнка (биаксиально-ориентированная полипропиленовая плёнка, БОПП, англ. BOPP).
Применяется в производстве мягкой упаковки из полимерной плёнки для пищевых продуктов и товаров для повседневной жизни, этикетки и скотча. Технология производства БОПП-плёнки придаёт ей высокую прочность и эластичность.
БОПП-плёнка имеет высокие барьерные свойства, она устойчива к различным агрессивным средам, инертна и безопасна для человека. Является одним из наиболее распространённых механических загрязнителей окружающей среды.
БОПП-плёнка может производиться толщиной от 12 до 120 мкм, с шириной рулона от 40 мм до 1500 мм.

## Виды БОПП-плёнок
В настоящее время существуют следующие виды БОПП-плёнок:
- Однослойные прозрачные;
- Табачные;
- Трёхслойные прозрачные;
- Трёхслойные металлизированные;
- Трёхслойные жемчужные;
- Трёхслойные белые;[2]

Каждый вид имеет свои особенности и сферу применения в зависимости от требований к плёнкам и условий среды эксплуатации.

### Однослойные прозрачные БОПП-плёнки
Простая прозрачная плёнка общего назначения.
По своему применению однослойные прозрачные плёнки условно можно разделить на три вида:
- Промышленное применение;
- Плёнки для ламинирования печатного изображения;
- Плёнки для канцелярии и упаковки цветов.

Плёнки, применяемые в промышленности, очень тонкие — 1-12 мкм. Для ламинирования используются плёнки толщиной 12-20 мкм. Для изготовления канцелярской продукции и упаковки цветов — плёнки толщиной 20-60 мкм. В промышленности БОПП-плёнки применяются, прежде всего, для изготовления клеящей ленты (скотч) и пленочных конденсаторов. Также БОПП-плёнки используются при производстве синтетической бумаги, кабеля и абразивной ленты.
Основная сфера применения канцелярских плёнок — производство фотоальбомов и упаковка цветов. Также данный вид плёнки используется при производстве конвертов и упаковки с прозрачным окошечком

### Табачные БОПП-плёнки
Табачная плёнка — прозрачная трёхслойная плёнка с двумя термосвариваемыми слоями. Своё название получила за счёт своей основной сферы применения — упаковки сигаретных пачек.
Табачные плёнки можно подразделить на два типа — термоусадочные (как правило, служит для упаковки жестких сигаретных пачек и блоков) и нетермоусадочные (для упаковки «мягкой» пачки сигарет).
Большая часть табачной плёнки идёт на упаковку сигаретных пачек и блоков для сигарет, также применяется на упаковку кассет и CD- и DVD-дисков. Табачная плёнка может использоваться и для упаковки коробок с чаем.
Табачные плёнки, как правило, имеют толщину 16/18/20 и 25 мкм.

### Трёхслойные прозрачные плёнки
Диапазон толщины 15-40 мкм.
Трёхслойная прозрачная БОПП-плёнка (с термосвариваемыми слоями) представляет собой универсальный упаковочный материал для пищевых и промышленных товаров самого широкого спектра. Такая плёнка толщиной, как правило, 20/25/30/35/40 микрон.

### Трёхслойная белая БОПП-плёнка
Это белая наполненная плёнка с двумя термосвариваемыми слоями. Плёнка толщиной 20, 25, 30, 35 и 40 микрометров; используется для упаковки всех тех же продуктов и изделий, что и прозрачный двуосноориентированный прозрачный полипропилен. Полипропиленовая плёнка имеет естественный белый цвет, не требует при печати подкладывания грунта из белой краски. Печать на нём получается более яркой, чем на прозрачном полипропилене. Белая плёнка обладает хорошими отражающими свойствами к свету.

### Трёхслойная металлизированная БОПП-плёнка
Универсальная плёнка для пищевых продуктов. Имеет все те же свойства, что и прозрачная полипропиленовая плёнка, но кроме того, благодаря алюминиевой металлизации в микрослое прекрасно задерживает свет и имеет повышенный барьер по кислороду и парам воды, затрудняя размножение в упаковке вредных микроорганизмов, следовательно, увеличивает сроки хранения продуктов; даёт дополнительные преимущества в художественной отделке упаковки; такой полипропилен лучше удерживает жиры в упаковке, не давая им мигрировать наружу.
Такая плёнка отражает до 75 % света, что резко повышает сохранность продукта и сроки его хранения. Используется для быстроокисляющихся продуктов (толщины — 20/25/30/35/40 мкм). Стандартная толщина — 20 мкм. 

### Трёхслойная жемчужная (перламутровая) плёнка
Жемчужный полипропилен имеет все те же свойства, что и прозрачный полипропилен, но кроме того, благодаря вспененной микроструктуре также прекрасно отражает свет и имеет пониженный удельный вес, благодаря чему очень экономичен в использовании; также жемчужный полипропилен прекрасно выдерживает низкие температуры, не приобретая хрупкости при кристаллизации полимера; именно поэтому он с успехом применяется для упаковки продуктов, требующих хранения при низких температурах. Плёнка обладает хорошими отражающими свойствами к свету и имеет малый удельный вес.
Плёнки этого типа, как правило, толщиной 30 и 35 мкм.

## Технология производства БОПП-плёнок
Биаксиально-ориентированные полипропиленовые плёнки производятся на комплексе оборудования либо включающего в себя экструдер, либо работающем с готовыми гранулами. Для получения БОПП-плёнок используется расплав полипропиленовых гранул и сополимеров полипропилена, улучшающих эксплуатационные качества плёнки, с последующей двухступенчатой ориентацией. При прохождении через секцию продольной ориентации плёнка десятикратно удлиняется, затем при прохождении через секцию поперечной ориентации восьмикратно растягивается в поперечном направлении, а полученные размеры БОПП полотна закрепляются в блоке стабилизации. Благодаря такой двуосной ориентации полипропиленовая плёнка приобретает свою механическую прочность, повышенные барьерные свойства по проникновению водного пара и газа и улучшенные оптические свойства (прозрачность и глянец), а также размерную стабильность.